# Kinder und andere Baustellen
Kinder und andere Baustellen ist eine deutsche Filmkomödie von Christina Schiewe aus dem Jahr 2020. Der Film wurde im Fernsehprogramm erstmals am 5. November 2020 im ZDF ausgestrahlt.

## Handlung
Marlene zieht mit ihrem Mann Thorsten nach Dachau. Dort steigt sie in eine Physiotherapiepraxis ein, Thorsten beginnt demnächst eine neue Stelle an der Münchner Universität. Beide wollen sich hier gemeinsam um Tochter Kiki kümmern. Doch wegen einer akuten Asbestsanierung kann Kiki jetzt nicht wie geplant in den Kindergarten gehen. Andere Kindergartenplätze gibt es nicht und die Tagesmütter in der Umgebung sind alle ausgebucht. Ausgerechnet jetzt muss Thorsten noch etwas für seinen alten Arbeitgeber in Hamburg erledigen. Marlene muss ihre Arbeit und Kikis Betreuung gezwungenermaßen allein unter einen Hut bekommen. Als sie zufällig eine äußerst günstig zu vermietende Ladenfläche entdeckt, kommt sie auf die Idee, selbst einen Kindergarten aufzubauen.
Mit anderen Eltern macht sich Marlene an die Arbeit, die erforderlichen Sanierungs- und Renovierungsarbeiten in dem ziemlich in die Jahre gekommenen Haus durchzuführen. Ihr zur Seite stehen der verwitwete Karl, die korrekte Lehrerin Renate, die Studentin Tülin und die in einem Baumarkt arbeitende Rosi. Diese hat als ausgebildete Installateurin als Einzige in dem ungleichen Quintett Ahnung, wie Marlenes Plan umgesetzt werden kann. Sie leitet die anderen an, denn viel Zeit bis zur baulichen Abnahme bleibt nicht mehr. In dieser Zeit lernen sich die Beteiligten besser kennen, bauen ihre anfängliche Skepsis ab und raufen sich trotz mancher Schwierigkeiten immer wieder zusammen.
Bei Marlene beginnt es in der Ehe zu kriseln, als Thorsten doch länger in Hamburg bleiben muss. Als er dann noch ein verlockendes Angebot aus Hamburg bekommt, spitzt sich die Situation weiter zu. Aufgrund einer Terminkollision muss die Abnahme der Baulichkeiten vorgezogen werden, was alle unter enormen Zeitdruck setzt und wofür sie sogar blau machen müssen. Marlene muss daraufhin den Vertrag mit der Physiotherapiepraxis annullieren. Als dann noch ein Wasserschaden auftritt, scheint alles verloren, denn eine Abnahme kann so nicht erfolgen. Als sich herausstellt, dass ausgerechnet Rosis Vater für den Schaden verantwortlich ist, kommt es sehr gelegen, dass dieser ein guter Freund des Bauabnehmers ist. Dieser erwartet eine rasche Behebung der Mängel und gibt den Bau frei. Rosi versöhnt sich mit ihrem Vater und steigt als gleichberechtigte Partnerin in sein Unternehmen mit ein.
Schließlich stellen alle fest, dass sich die Arbeit gelohnt hat, Freundschaften entstanden sind und auch private Probleme durch dieses Projekt gelöst werden konnten. Thorsten entscheidet sich gegen die Stelle in Hamburg und wird den zukünftigen Weg gemeinsam mit seiner Frau gehen. Als Marlene eine Annonce für renovierungsbedürftige Praxisräume entdeckt, ruft sie sofort Rosi an.

## Produktion
Der Film wurde vom 23. Juli 2019 bis zum 21. August 2019 gedreht. Die Aufnahmen erfolgten in München, Dachau und Umgebung.

## Rezeption

### Kritiken
Das Lexikon des internationalen Films gibt dem Film 2 von 5 Sternen und schreibt: „Lockere Fernsehkomödie mit viel Harmonie und wohlfeilen Lektionen über das Zusammenfinden individueller Talente für gemeinsame Ziele. Zwar kratzt der Film an Figurenklischees, bleibt aber zu harmlos, um Wirkung zu erzielen.“
Rainer Tittelbach gibt dem Film bei seiner Besprechung auf tittelbach.tv insgesamt 4 von 6 Sternen. In dem Film von Christina Schiewe würden aus Fremden, die sich aufgrund ihres unterschiedlichen Hintergrunds kreativ ergänzten, schließlich Freunde. Auch wenn dies vorhersehbar sei, verleihe es dem Film „einen sehr hohen Wohlfühlfaktor“.  Angenehm sei es laut Tittelbach, dass die Protagonisten bodenständig seien – Barmarkt und Kita statt Großstadtloft und Szenekneipe. Die Männer hätten in diesem von Frauen getragenen Film nicht viel zu bestellen, seien allerdings selbst schuld daran. Die Hauptdarstellerinnen würden durch ein Strahlen auffallen, das sich am Ende auf alle und alles überträgt. Die Besetzung wird vom Kritiker gelobt: „Ein großes Plus ist […] das spielfreudige Ensemble, allen voran Marlene Morreis als Baumarkt-Domina […], die mit ihren Tattoos, der Haarverlängerung und dem Amy-Winehouse-Lidstrich auch optisch und maskentechnisch ein echter Knaller ist.“

### Einschaltquote
Bei seiner Erstausstrahlung im ZDF am 5. November 2020 sahen 3,34 Millionen Zuschauer den Film. Dies entsprach einem Marktanteil von 10,3 %.